# Districte de Zlatibor
El Districte de Zlatibor (en serbi:Златиборски округ, Zlatiborski okrug) és un districte situat a la zona muntanyosa occidental de Sèrbia. El districte es va anomenar com la regió muntanyosa de Zlatibor. El centre administratiu del districte és Užice.

## Municipis
El districte està format pels següents municipis:
- Bajina Bašta
- Kosjerić
- Užice (ciutat)
- Požega
- Čajetina
- Arilje
- Nova Varoš
- Prijepolje
- Sjenica
- Priboj

## Demografia
Segons l'últim cens oficial, de l'any 2011, el districte de Zlatibor té 286.549 habitants. Un 51,2% de la població viu en àrees urbanes. La composició ètnica del districte és la següent:
| Grup ètnic   | Població |
| ------------ | -------- |
| Serbis       | 235.650  |
| Bosníacs     | 36.907   |
| Musulmans    | 7.313    |
| Gitanos      | 785      |
| Montenegrins | 561      |
| Iugoslaus    | 258      |
| Croats       | 175      |
| Macedonis    | 118      |
| Altres       | 4,782    |
| Total        | 286.549  |

## Turisme
El districte de Zlatibor acull diverses destinacions turístiques, com ara la muntanya de Zlatibor, el Parc Nacional de Tara, el riu Drina o el Llac Perućac. Altres atractius turístics són el trajecte històric de tren conegut com a Šarganska osmica, el poble folclòric tradicional de Mokra Gora, el monument de la segona guerra mundial del Memorial de Kadinjača i el poble de Kremna, d'on és originària la Profecia de Kremna.

## Monuments religiosos
A les proximitats de Bajina Bašta s'hi troba el monestir de Rača, construït el segle xiii. Al llarg de la seva dilatada història, el monestir va ser destruït i posteriorment reconstruït en diverses ocasions. La destrucció final (després de la dels turcs i la de l'armada austrohongaresa) va ser perpetrada per l'exèrcit búlgar el 1943. Després de la segona guerra mundial, el monestir va ser renovat i restaurat. La seva església fou un important centre de transcripció dels manuscrits de Sèrbia durant el segle xvii, amb els seus monjos de renom anomenats Račani.
El monestir de Mileševa, construït el 1234 a prop de Prijepolje, va ser una donació del rei Esteve Vladislav I de Sèrbia, fill de Stefan Prvovenčani. Aquest monestir fou el segon més important de Sèrbia, després de rebre els ossos del patriarca més venerat de Sèrbia, sant Sava, el 1236. Aquest monestir també va ser destruït i reconstruït diverses vegades, però malgrat això se n'han aconseguit preservar 100 composicions, frescos, figures i fragments d'icones religioses importants. La icona més famosa de Mileševa és el fresco de L'Àngel Blanc, una icona religiosa molt coneguda i utilitzada a Sèrbia.

## Indústria
Les entitats econòmiques més actives i rellevants del municipi d'Užice són les fàbriques d'alumini i coure de Sevojno, la fàbrica de metalls Prvi partizan, i en la indústria tèxtil "Froteks" i "Kadinjača".
A Priboj s'hi troba la fàbrica FAP, que produeix camions i autobusos, exportats arreu del món, i l'empresa mixta FAP-FAMOS produeix vagons de tren.
|                      | Districte de Mačva | Districte de Kolubara |
| Bòsnia i Hercegovina |                    | Districte de Moravica |
|                      | Montenegro         | Districte de Raška    |